# Associação Internacional dos Profissionais de Logística
A International Association of Logistics Professional (IALP) é o nome oficial da organização que foi fundada em 2004 pelas Nações Unidas. A sua sede localiza-se em Hong Kong e possui um gabinete operacional na cidade de Pequim. A organização compromete-se a cumprir as suas directrizes internas, assegurando que as suas actividades sejam baseadas nos ideais de paz, democracia e humanidade (Overview, 2007).

## História
A IALP foi fundada em 2004, sendo nesse ano registada como membro da organização das Nações Unidas. Entre 2004 e 2006, esta organização contava já com quarenta associações filiadas (About us, 2007).

## Objectivo
O objectivo desta organização é estabelecer plataformas de apoio que permitam a cooperação entre todas as entidades que pretendam contribuir para o desenvolvimento da logística a nível internacional. A organização compromete-se com os seguintes aspectos (About us, 2007):
- Melhorar as cadeias de abastecimento;
- Prestar apoio às entidades de pesquisa logística;
- Organizar congressos para que os membros discutam assuntos relacionados com a logística.

O desenvolvimento da logística a nível global tem bastante importância, pois a China, como país em grande crescimento económico, pode representar uma globalização que necessita de plataformas logísticas a nível global (About us, 2007).